# Цна (Тверска област)
Цна (рус. Цна) река је у Тверској области, на северозападу европског дела Руске Федерације. Притока је језера Мстино и део сливног подручја језера Иљмењ, оносно Балтичког мора.
Укупна дужина водотока је 160 километара, а површина сливног подручја око 4.390 км². Просечан проток на око 38 километара узводно од ушћа је 12,3 м³/с.
Цна Почиње свој ток у мочварном подручју на источним обронцима Валдајског побрђа. Карактерише је веома кривудав ток, ширине корита од 10 до 30 метара. У доњем делу тока на реци је саграђено вештачко Вишњеволочко језеро површине 108 км² и дужине 12 километара. Улива се у језеро Мстино код града Вишњег Волочока. Каналом је повезано са реком Тверцом, левом притоком реке Волге.
Њена најважнија притока је река Шлина.
Њене воде покрећу турбине две мање хидроелектране снаге 2,4 МW (Новотверска ХЕ) и 0,22 МW (Новоцнинска ХЕ) годишње.